# Matt Rubano
Matt Rubano (Baldwin, Nueva York, 10 de marzo de 1977) fue bajista de la banda Taking Back Sunday.

## Biografía
De origen judío, Matt Rubano estudió en el prestigioso Berklee College of Music. Ingresó en Taking Back Sunday en 2003 para ocupar el puesto de bajista que dejó Shaun Cooper. Fue recomendado por Mark O'Connell, batería original de la banda y amigo de Rubano en la infancia. Con Taking Back Sunday ha grabado dos álbumes, Where You Want to Be y Louder Now.
Antes de TBS, Rubano había destacado como músico tocando en bandas experimentales como Schleigho, que fusionaba acid jazz con funk, actuó en el musical Bat Boy y trabajó en el álbum de Lauryn Hill, The Miseducation of Lauryn Hill como bajista. Sobre esa etapa de su carrera musical con la exlíder de Fugees asegura que "fue algo que durante años y años quise hacer con mi vida, y me dediqué plenamente a ello. Logré ciertas cosas, como ese disco... Estaba en Nueva York, y allí hay bastantes oportunidades y trabajo si quieres tocar. Pero cuando me incorporé a Taking Back Sunday estaba completamente harto de ser músico de sesión, no me llenaba en absoluto. Llegó el momento en el que ya no quería tocar la música de otra gente, no disfrutaba al no tener ninguna aportación creativa (...). Si te contratan para una grabación, entras, trabajas con el productor, te envían un cheque y eso es todo. Mientras que cuando estás en algo años y años, y lo ves crecer, desarrollarse y cambiar, es una manera mucho más gratificante de pasar el tiempo."